# Kanamicină
Kanamicina este un antibiotic cu acțiune bactericidă din clasa aminoglicozidelor, fiind utilizat în tratamentul unor infecții bacteriene. Printre acestea se numără infecții produse de E. coli, Proteus sp., Klebsiella pneumoniae și Acinetobacter baumannii. Căile de administrare disponibile sunt intravenoasă și intramusculară.
Se află pe lista medicamentelor esențiale ale Organizației Mondiale a Sănătății.

## Reacții adverse
Ototoxicitate și nefrotoxicitate.